# 奥飛騨クマ牧場
奥飛騨クマ牧場（おくひだくまぼくじょう）は、岐阜県高山市奥飛騨温泉郷の新平湯温泉(旧一重ヶ根温泉)にあるクマの動物園(テーマパーク,観光牧場)である。

## 概要
ある日、森のクマさんに出逢いませんか
「ある日、森のクマさんに出逢いませんか」は園のコピーである。園にはツキノワグマ90頭程が飼養され、入園者が餌やり体験ができ、クマは様々なポーズを見せる。この園はツキノワグマの飼育総数で日本最大級である。
園ではクマのショーが毎日開催される。また、春から秋まで来園者が仔熊とふれあう記念撮影を行える。
※ 園は年中無休である。他、営業時間・料金などの営業詳細は外部リンクを参照されたい。

## 施設
楽しいクマさんのテーマパーク
「楽しいクマさんのテーマパーク」は園のコンセプトである。池のある大きな飼養場、及び5ヶ所の飼養場と、ショー施設(クマジアム)、フォトスタジオなどが設置される。クマの剥製も展示される。来園者も餌やり体験ができ、餌はクッキーやドライフルーツである。
用語
- 森のクマジアム - 「くまさんの学習発表会」が行われる全天候型の建物。積雪でもショーを開催できる[11]。
- クマさんの学習発表会 - クマのショーのこと[11]。
- 森の物産館 - 「熊の油」、「熊力ドリンク」またはクマのぬいぐるみをはじめとする土産屋。

くまさんの学習発表会(森のクマジアムショータイム)
- 2012年現在は1日2回だが、1日4回の時期もあった。いずれも15分間～20分間程度である[12]。
  - 2012年開催時間 - 1日2回 - 1回目10：30～、2回目15：00～[11]。
  - 以前の開催時間 - 1日4回 - 1回目9：30～、2回目11：00～、3回目13：30～、4回目15：30～[13]。

ショーの演目は、算数のお勉強(抜けた数字を当てる)、文字当て(抜けた文字を当てる。ひらがな又はアルファベット)、バスケットボール、バランスボード、ブランコ、縄跳び、鉄棒、玉乗り、輪投げ、逆立ち、ハードル、三輪車乗り、自転車乗りなどがあり、小技(例えばショッピングカートを押す。“でんぐり返り”をする)もある(過去現在問わず記録)。ショーのクマは着衣で登場する。2008年にショーに出演したクマの「アリス」(雌1996生まれ)はスカートを着衣した。この園では、人工哺育の場合、仔熊の赤ん坊はベビー服を着用し、おしめをし、哺乳瓶から乳を飲む。
記念撮影
フォトスタジオで仔熊とふれあえる。来園者は椅子に腰掛け、仔熊をひざに抱っこするが、仔熊におとなしく撮影してもらうために、餌を用いる。来園者にカメラが無くても可。
お土産処　くまの里
食事処は2004年から2005年にかけて土産処「くまの里」に替わった。熊牧場特製「熊力ドリンク」はクマリキドリンクと読み、“動物胃浸出液”が入っている滋養飲料である。「熊の油」は、熊油、熊脂(ゆうし)と呼ばれ、一般にツキノワグマやヒグマの背中の脂肪とされる。ここでは日本アルプス産の熊から生産されている。美肌や禿に効果があると信じられ、ハンドクリームに加工されている。
安全策
この園ではクマ舎の周りに深さ約6～8mの溝を巡らせ、雪は積もる前に取り除くなど安全策を徹底しており、創業以来事故が無い。おりと運動場はゲートでつながっているので安全性は高い。
変遷
過去にはコディアックヒグマ(コディアックベア)(2011年までに展示終了)、アライグマ(2008年までに展示終了)、ヒグマ(2019年までに展示終了)も展示飼養した。2021年現在は、ツキノワグマのみの展示となっている。

## テレビ放送
園はテレビ放送が幾度か行われる。
ニュース・情報番組
クマの仔(赤ん坊)がよく取り上げられる。これはちょうどゴールデンウィーク頃に赤ん坊の仔熊が生後3ヶ月程度となり公開できるようになるためであり、5月を過ぎると離乳食から普通食に切り替えでき、赤ん坊の仔熊が一気に成長し大きくなるからである。園では毎年5～6頭生まれ、園の春の呼び物として人気を集める。仔熊は1年ほどで体長70～80cm、体重も15Kgくらいになる。また、クマに関する解説で、園はしばしばコメントを求められ、園の知識を社会に還元している。
どうぶつ番組
- 2009年4月13日の放送では、テレビ朝日の「やじうまプラス」で、人工飼育されている仔熊が一般公開された[24][25]

- 2009年6月26日の放送では、テレビ東京の「ペット大集合!ポチたま」の番組で、出演者が餌の用意や散歩の手伝いをした[26]。

- 2011年6月25日の放送では、TBS（MBS）「知っとこ!」の「おはよう！どうぶつ劇場」が園の一日に密着し、ツキノワグマの仔が木登りの練習中に脱走を企てるハプニングが発生し無事捕獲する場面などを用い、クマの知られざる性格や生態に迫った。スタジオトークでは「癒された」、「飼育員の顔がクマに似ている」との感想があった[27][28]。

旅番組
旅番組は関東から行く場合は松本からバスで行く。
- 2008年8月9日の放送では、田崎真也と大八木淳史が、テレビ東京「土曜スペシャル」の旅のリポーターとして園を訪れ、クマのショーや、エサやり体験をし、仔熊との記念撮影では大はしゃぎし童心に返った。ルートは平湯温泉バスターミナルから路線バスで福地温泉へ行った[29][30][31]。

- 2009年7月22日の放送では、渡辺徹、さとう珠緒、森下千里らが、テレビ東京「いい旅・夢気分」の旅で園を訪れ、クマに餌を与えた。ルートは松本からバスで上高地へ行き、奥飛騨へ行った[32][33][10]。

- 2010年2月6日の放送では、ハリセンボンがCBC「なるほどプレゼンター!花咲かタイムズ」の「花咲かジャーニー初旅」で、奥飛騨温泉郷の「中尾かまくらまつり」に訪れ、園にも訪れた[34]。園では生後11ヶ月の仔熊と記念撮影した。

- 2012年8月22日の放送では、徳光和夫と草野仁が、テレビ東京「いい旅・夢気分」の旅で園を訪れ、クマに餌を与え、フォトスタジオで仔熊と記念撮影をした。ルートは前回同様に松本からバスで上高地へ行き、奥飛騨へ行った[35]。

### くま出演
大島優子と“ももたろう”
2012年7月21日、東京有楽町にあるTOHOシネマズ日劇3で行われたディズニー劇場版アニメ『メリダとおそろしの森』のメリダの声を担当したAKB48の大島優子による初日舞台挨拶において、“公開祝い”の特別ゲストとして、園の仔熊「ももたろう」(2012年生まれ,この時体長70cmほど,この時生後6ヶ月ほど)がアニマルトレーナーと共に登場した。「ももたろう」を見た大島は「初めてこぐまちゃんに会いました！結構優しい顔をしてますね」と述べた。大島は自らの手で「ももたろう」に好物の金平糖を与え、「かわいい。『金平糖おいしい』と言ってますよ」と笑顔で述べた。更に大島は「ももたろう」を抱っこしたり、顔を近づけたり、頬を摺り寄せたり、「ももたろう」と一緒に報道陣の写真撮影に応じた。
仔熊が登場した理由は、映画においてメリダの母と弟たちが“森の魔法”で熊に姿を変えられてしまうためである。奥飛騨の仔熊は2頭が東京に行き、そしてステージ裏でおとなしかった「ももたろう」が選ばれた。大島は当日朝、「ももたろう」らに初めて会った。仔熊を驚かせないために、報道陣には「ももたろう」の入退場の際の撮影禁止を、観客には拍手を極力小さくするよう要請された。「ももたろう」には首輪がされ、リードがつけられた。大島がトークをしている間、「ももたろう」はアニマルトレーナーにあやされながら隣の椅子にずっといれた。

## その他

### クマの研究
日本の環境省の環境研究・技術開発推進費で『クマ類の個体数推定法の開発に関する研究』が行われ、「斑紋による個体識別」の研究において、阿仁熊牧場と共に園の多数のツキノワグマが研究対象となった。この研究はなるべく野生のツキノワグマを脅かさないように個体数を数える方法を見つけるもので、カメラを用い識別法を研究するもの。2009年の報告書ではカメラ撮影は「月の輪紋は個体間でその形状に大きな変異があり、サイズに関する項目としては特に長さと太さが、形状に関しては月の輪紋の分裂や特徴的な凹凸形状などが識別に際して有効な指標である」、また「下顎紋を有する個体においては有効な指標となり得る」との成果を得た。